# Cantó d'Azay-le-Rideau
Azay-le-Rideau és un cantó francès al districte de Chinon del departament de l'Indre i Loira. Compta amb dotze municipis i el cap és Azay-le-Rideau.

## Municipis
- Azay-le-Rideau
- Bréhémont
- Cheillé
- La Chapelle-aux-Naux
- Lignières-de-Touraine
- Rigny-Ussé
- Rivarennes
- Saché
- Saint-Benoît-la-Forêt
- Thilouze
- Vallères
- Villaines-les-Rochers

## Història
| Data d'elecció                           | Identitat      | Partit        | Qualitat |
| ---------------------------------------- | -------------- | ------------- | -------- |
| 1945-1961                                | Edmond Jollit  | radical       |          |
| 1961-1997                                | Marc Jacquet   | Divers droite |          |
| 1997-2011                                | Marc Pommereau | Divers droite |          |
| 2011-                                    | Éric Loizon    | Divers droite |          |
| les dades anteriors no són pas conegudes |                |               |          |
|                                          |                |               |          |